# لئوپولد (میزوری)
لئوپولد (به انگلیسی: Leopold) یک منطقهٔ مسکونی در ایالات متحده آمریکا است که در شهرستان بالینگر، میزوری واقع شده‌است. لئوپولد ۰٫۲ کیلومتر مربع مساحت و ۶۵ نفر جمعیت دارد و ۱۹۱ متر بالاتر از سطح دریا واقع شده‌است.